# Južno-Kuril'skij rajon
Lo Južno-Kuril'skij rajon (in russo Южно-Курильский городской округ?) è un rajon dell'Oblast' di Sachalin, nell'Estremo oriente russo. Istituito nel 1946, ha come capoluogo Južno-Kuril'sk, ricopre una superficie di 1.856,1 km² ed ospitava nel 2018 una popolazione di 11 817 abitanti.

## Geografia
Il rajon comprende l'isola di Kunašir, che si trova nella parte meridionale della grande catena delle Curili, e le isole della piccola catena: Šikotan e l'arcipelago delle Chabomai. Il confine settentrionale del rajon è lo stretto di Ekaterina (пролив Екатерины), che si trova tra Kunašir e Iturup. A sud vari tratti di mare, tra cui lo stretto Izmeny (пролив Измены) e lo stretto di Nemuro (o stretto Kunaširskij, Кунаширский пролив) lo separano dal Giappone.